# Campeonato Argentino de Mayores 1998
El Campeonato Argentino de Mayores de 1998 fue la quincuagésimo-cuarta edición del torneo de uniones regionales organizado por la Unión Argentina de Rugby. Se llevó a cabo entre el 6 de marzo y el 2 de mayo de 1998.
Participó por primera vez en esta edición la Unión Riojana de Rugby, una nueva unión regional que no estaba afiliada a la UAR pero intervino como unión invitada, disputando la Zona Estímulo. Esta unión reunió y representó principalmente a clubes de la Provincia de La Rioja y parte de la Provincia de Catamarca.
El seleccionado de Buenos Aires consiguió su vigésimo-séptimo título, obteniendo el campeonato de forma invicta. El equipo porteño ganó sus cinco encuentros y se consagró en la última fecha al vencer 41-25 a la Unión Cordobesa de Rugby en una final de facto disputada en las instalaciones del Club Atlético San Isidro.
Este torneo funcionó también como "clasificatorio" para las giras internacionales que la Unión Argentina de Rugby iba a recibir en 1998. Al ganar el torneo, la Unión de Rugby de Buenos Aires se adjudicó el derecho a enfrentar a Francia, mientras que Córdoba, Rosario y Tucumán (del 2.° al 4.°) enfrentaron a Rumania.

## Equipos participantes
Disputaron esta edición las selecciones de veintidós uniones provinciales: seis en la Zona Campeonato, seis en la Zona Ascenso y diez en la Zona Estímulo.
| División                  | Equipo              | Unión                                                     |
| ------------------------- | ------------------- | --------------------------------------------------------- |
| Zona Campeonato 6 equipos | Buenos Aires        | Unión de Rugby de Buenos Aires                            |
| Zona Campeonato 6 equipos | Córdoba             | Unión Cordobesa de Rugby                                  |
| Zona Campeonato 6 equipos | Cuyo                | Unión de Rugby de Cuyo                                    |
| Zona Campeonato 6 equipos | Nordeste            | Unión de Rugby del Nordeste                               |
| Zona Campeonato 6 equipos | Rosario             | Unión de Rugby de Rosario                                 |
| Zona Campeonato 6 equipos | Tucumán             | Unión de Rugby de Tucumán                                 |
| Zona Ascenso 6 equipos    | Alto Valle          | Unión de Rugby del Alto Valle de Río Negro y Neuquén      |
| Zona Ascenso 6 equipos    | Entre Ríos          | Unión Entrerriana de Rugby                                |
| Zona Ascenso 6 equipos    | Mar del Plata       | Unión de Rugby de Mar del Plata                           |
| Zona Ascenso 6 equipos    | Salta               | Unión de Rugby de Salta                                   |
| Zona Ascenso 6 equipos    | San Juan            | Unión Sanjuanina de Rugby                                 |
| Zona Ascenso 6 equipos    | Santa Fe            | Unión Santafesina de Rugby                                |
| Zona Estímulo 10 equipos  | Austral             | Unión de Rugby Austral                                    |
| Zona Estímulo 10 equipos  | Centro              | Unión de Rugby del Centro de la Provincia de Buenos Aires |
| Zona Estímulo 10 equipos  | Chubut              | Unión de Rugby del Valle del Chubut                       |
| Zona Estímulo 10 equipos  | Formosa             | Unión de Rugby de Formosa                                 |
| Zona Estímulo 10 equipos  | Jujuy               | Unión Jujeña de Rugby                                     |
| Zona Estímulo 10 equipos  | La Rioja            | Unión Riojana de Rugby                                    |
| Zona Estímulo 10 equipos  | Misiones            | Unión de Rugby de Misiones                                |
| Zona Estímulo 10 equipos  | Oeste               | Unión de Rugby del Oeste de Buenos Aires                  |
| Zona Estímulo 10 equipos  | Santiago del Estero | Unión Santiagueña de Rugby                                |
| Zona Estímulo 10 equipos  | Sur                 | Unión de Rugby del Sur                                    |

## Formato
Los veintidós equipos participantes fueron divididos en tres categorías: Zona Campeonato, Zona Ascenso y Zona Estímulo.
Zona Campeonato
La Zona Campeonato estuvo compuesta por seis equipos y se resolvió con el sistema de todos contra todos a una sola ronda y alternando encuentros de local y visitante. El mejor equipo al final de las cinco fechas es el campeón de la temporada mientras que el último de la zona desciende a la Zona Ascenso de la siguiente edición. 
Zona Ascenso
La Zona Ascenso estuvo compuesta por seis equipos y se resolvió con el sistema de todos contra todos a una sola ronda y alternando encuentros de local y visitante. El mejor equipo al final de las cinco fechas asciende a la Zona Campeonato de la siguiente edición mientras que el último desciende a la Zona Estímulo. 
Zona Estímulo
La Zona Estímulo estuvo divida en dos subzonas de cinco equipos cada una. Cada subzona se resolvió con el sistema de todos contra todos a una sola ronda y alternando encuentros de local y visitante. Los ganadores de cada subzona se enfrentaron en una final con el ganador ascendiendo a la Zona Ascenso de la siguiente edición.

## Zona Campeonato
| Pos. | Equipos      | Partidos | Partidos | Partidos | Tantos | Tantos | Tantos | Pts. |
| Pos. | Equipos      | G        | E        | P        | PF     | PC     | DP     | Pts. |
| ---- | ------------ | -------- | -------- | -------- | ------ | ------ | ------ | ---- |
| 1.°  | Buenos Aires | 5        | 0        | 0        | 313    | 81     | +232   | 10   |
| 2.°  | Córdoba      | 4        | 0        | 1        | 187    | 142    | +45    | 8    |
| 3.°  | Rosario      | 3        | 0        | 2        | 209    | 154    | +55    | 6    |
| 4.°  | Tucumán      | 2        | 0        | 3        | 190    | 132    | +58    | 4    |
| 5.°  | Cuyo         | 1        | 0        | 4        | 69     | 194    | -125   | 2    |
| 6.°  | Nordeste     | 0        | 0        | 5        | 57     | 322    | -265   | 0    |

|  | Campeón                       |
|  | Desciende a Zona Ascenso 1999 |

Primera fecha
| 7 de marzo | Córdoba | 36 - 35 | Rosario | Chateau Carreras, Córdoba |  |
|            |         | Reporte |         |                           |  |

| 7 de marzo | Tucumán | 41 - 7  | Cuyo | La Caldera del Parque, Lawn Tennis, Tucumán |  |
|            |         | Reporte |      |                                             |  |

| 7 de marzo | Buenos Aires | 129 - 0 | Nordeste | San Isidro Club, San Isidro |  |
|            |              | Reporte |          |                             |  |

Segunda fecha
| 14 de marzo | Nordeste | 13 - 56 | Rosario | CURNE, Resistencia |  |
|             |          | Reporte |         |                    |  |

| 14 de marzo | Cuyo | 12 - 62 | Buenos Aires | Mendoza, |  |
|             |      | Reporte |              |          |  |

| 14 de marzo | Córdoba | 42 - 38 | Tucumán | La Tablada, Córdoba                                        |                                                            |
|             |         | Reporte |         | Asistencia: 2800 espectadores Árbitro(s): Victor Rabufetti | Asistencia: 2800 espectadores Árbitro(s): Victor Rabufetti |

Tercera fecha
| 21 de marzo | Rosario | 41 - 21 | Cuyo |                                     |                                     |
|             |         | Reporte |      | Árbitro(s): Gustavo López (Córdoba) | Árbitro(s): Gustavo López (Córdoba) |

| 21 de marzo | Tucumán | 13 - 27 | Buenos Aires | Tucumán Lawn Tennis, Tucumán |                              |
|             |         | Reporte |              | Árbitro(s): Santiago Borsani | Árbitro(s): Santiago Borsani |

| 21 de marzo | Nordeste | 25 - 43 | Córdoba | Aranduroga RC, Corrientes         |                                   |
|             |          | Reporte |         | Árbitro(s): Oscar Vitar (Tucumán) | Árbitro(s): Oscar Vitar (Tucumán) |

Cuarta fecha
| 28 de marzo | Córdoba | 41 - 3  | Cuyo | La Tablada, Córdoba                                                  |                                                                      |
|             |         | Reporte |      | Asistencia: 2800 espectadores Árbitro(s): Santiago Borsani (Rosario) | Asistencia: 2800 espectadores Árbitro(s): Santiago Borsani (Rosario) |

| 28 de marzo | Tucumán | 68 - 10 | Nordeste | Tucumán Lawn Tennis, Tucumán |  |
|             |         | Reporte |          |                              |  |

| 28 de marzo | Buenos Aires | 54 - 31 | Rosario | BACRC, San Fernando |  |
|             |              | Reporte |         |                     |  |

Quinta fecha
| 4 de abril | Buenos Aires | 41 - 25 | Córdoba | Club Atlético San Isidro, San Isidro |  |
|            |              | Reporte |         |                                      |  |

| 4 de abril | Rosario | 46 - 30 | Tucumán |  |  |

| 4 de abril | Cuyo | 26 - 9 | Nordeste |  |  |

|                         |
| Buenos Aires Campeón    |
| Vigésimo-séptimo título |

## Zona Ascenso
| Pos. | Equipos       | Partidos | Partidos | Partidos | Tantos | Tantos | Tantos | Pts. |
| Pos. | Equipos       | G        | E        | P        | PF     | PC     | DP     | Pts. |
| ---- | ------------- | -------- | -------- | -------- | ------ | ------ | ------ | ---- |
| 1.°  | Mar del Plata | 4        | 0        | 1        | 166    | 123    | +43    | 8    |
| 2.°  | Entre Ríos    | 3        | 0        | 2        | 125    | 114    | +11    | 6    |
| 3.°  | Santa Fe      | 3        | 0        | 2        | 157    | 124    | +33    | 6    |
| 4.°  | Alto Valle    | 2        | 0        | 3        | 122    | 174    | -52    | 4    |
| 5.°  | San Juan      | 2        | 0        | 3        | 146    | 168    | -22    | 4    |
| 6.°  | Salta         | 1        | 0        | 4        | 116    | 129    | -13    | 2    |

|  | Asciende a Zona Campeonato 1999 |
|  | Desciende a Zona Estímulo 1999  |

Primera fecha
| 28 de marzo | Entre Ríos | 31 - 22 | San Juan |  |  |

| 28 de marzo | Santa Fe | 29 - 26 | Salta |  |  |

| 28 de marzo | Mar del Plata | 27 - 26 | Alto Valle |  |  |

Segunda fecha
| 4 de abril | Alto Valle | 37 - 36 | San Juan |  |  |

| 4 de abril | Salta | 10 - 22 | Mar del Plata |  |  |

| 4 de abril | Entre Ríos | 24 - 18 | Santa Fe |  |  |

Tercera fecha
| 11 de abril | San Juan | 38 - 33 | Salta |  |  |

| 11 de abril | Santa Fe | 36 - 35 | Mar del Plata |  |  |

| 11 de abril | Alto Valle | 26 - 23 | Entre Ríos |  |  |

Cuarta fecha
| 18 de abril | Santa Fe | 55 - 19 | Alto Valle |  |  |

| 18 de abril | Mar del Plata | 48 - 30 | San Juan |  |  |

| 21 de marzo | Entre Ríos | 26 - 14 | Salta |  |  |

Quinta fecha
| 25 de abril | Mar del Plata | 34 - 21 | Entre Ríos |  |  |

| 25 de abril | San Juan | 20 - 19 | Santa Fe |  |  |

| 14 de marzo | Salta | 33 - 14 | Alto Valle |  |  |

## Zona Estímulo

### Subzona A
| Pos. | Equipos | Partidos | Partidos | Partidos | Tantos | Tantos | Tantos | Pts. |
| Pos. | Equipos | G        | E        | P        | PF     | PC     | DP     | Pts. |
| ---- | ------- | -------- | -------- | -------- | ------ | ------ | ------ | ---- |
| 1.°  | Sur     | 4        | 0        | 0        | 193    | 34     | +159   | 8    |
| 2.°  | Chubut  | 3        | 0        | 1        |        |        |        | 6    |
| 3.°  | Austral | 2        | 0        | 2        | 67     | 77     | -10    | 4    |
| 4.°  | Oeste   | 1        | 0        | 3        | 67     | 123    | -56    | 2    |
| 5.°  | Centro  | 0        | 0        | 4        |        |        |        | 0    |

|  | Clasifica a final Zona Estímulo |

| 4 de abril | Sur | 77 - 6 | Centro |  |  |

| 4 de abril | Chubut | 38 - 10 | Oeste |  |  |

| 11 de abril | Austral | 26 - 6 | Centro |  |  |

| 11 de abril | Chubut | 15 - 35 | Sur |  |  |

| 18 de abril | Oeste | 38 - 23 | Centro |  |  |

| 18 de abril | Sur | 39 - 6 | Austral |  |  |

| 25 de abril | Chubut | G.P. - P.P. | Centro |  |  |

| 25 de abril | Austral | 20 - 12 | Oeste |  |  |

| 2 de mayo | Austral | 15 - 20 | Chubut |  |  |

| 2 de mayo | Oeste | 7 - 42 | Sur |  |  |

### Subzona B
| Pos. | Equipos         | Partidos | Partidos | Partidos | Tantos | Tantos | Tantos | Pts. |
| Pos. | Equipos         | G        | E        | P        | PF     | PC     | DP     | Pts. |
| ---- | --------------- | -------- | -------- | -------- | ------ | ------ | ------ | ---- |
| 1.°  | Misiones        | 4        | 0        | 0        | 116    | 72     | +44    | 8    |
| 2.°  | La Rioja        | 3        | 0        | 1        | 90     | 52     | +38    | 6    |
| 3.°  | Sgo. del Estero | 2        | 0        | 2        | 101    | 96     | +5     | 4    |
| 4.°  | Jujuy           | 1        | 0        | 3        | 59     | 91     | -32    | 2    |
| 5.°  | Formosa         | 0        | 0        | 4        | 50     | 105    | -55    | 0    |

|  | Clasifica a final Zona Estímulo |

| 6 de marzo | Misiones | 26 - 25 | La Rioja |  |  |

| 8 de marzo | Formosa | 7 - 24 | La Rioja |  |  |

| 14 de marzo | Jujuy | 3 - 12 | La Rioja |  |  |

| 21 de marzo | Misiones | 24 - 20 | Santiago del Estero |  |  |

| 28 de marzo | Formosa | 22 - 28 | Santiago del Estero |  |  |

| 28 de marzo | Jujuy | 20 - 28 | Misiones |  |  |

| 4 de abril | Santiago del Estero | 37 - 21 | Jujuy |  |  |

| 4 de abril | Misiones | 38 - 7 | Formosa |  |  |

| 11 de abril | La Rioja | 29 - 16 | Santiago del Estero |  |  |

| 18 de abril | Jujuy | 15 - 14 | Formosa |  |  |

Final Zona Estímulo
|  | Misiones | 24 - 47 | Sur |  |  |

|                           |
| Sur Campeón Zona Estímulo |